# Фальц-Фейны (семья)
Фальц-Фейны — русский и лихтенштейнский дворянский род.

## Общие сведения
Иоганн Георг Фейн (1773—1832) прибыл в 1807 году из Саксонии в Екатеринослав как специалист по производству текстильных машин. В 1810 году он приобрел около 4000 гектаров земли в Мелитопольском уезде на речке Молочная и стал «свободным колонистом». Его сын Фридрих (1794—1864) также сначала занимался со своим отцом механизацией текстильных фабрик, потом был торговцем шерстью и стал купцом первой гильдии. Затем он начал скупать земли и сам выращивать овец. Он передал по наследству передал своей единственной дочери Элизабет Анне (1819—1875) около 175 000 гектаров земли. Элизабет Анна в 1836 году вышла замуж за ветеринарного врача Иоаганна Готлиба Фальца (1808—1872), также прибывшего из Саксонии. Их сыновья Эдуард (1839—1883) и Густав (1844—1890) преумножили богатство семьи, они имели около 750 000 овец. По прошению Фридриха Фейна Александр II разрешил в 1864 году соединение фамилии его зятя с девичьей фамилией его дочери в одну фамилию Фальц-Фейн. В 1872 году Фальц-Фейны стали потомственными почетными гражданами, а в 1915 году Николай II даровал им потомственное дворянство. Герб рода Фальц-Фейн внесен в Часть 20 Общего гербовника дворянских родов Всероссийской империи, стр. 33.
Фальц-Фейны создали знаменитый на весь мир заповедник Аскания-Нова, владели домами в Одессе.
К началу XX века Фальц-Фейны были самыми крупными помещиками на юге России. Их семейный клан насчитывал два десятка процветающих имений, незамерзающий порт Хорлы, пассажирские и грузовые суда.

О Софье Богдановне и созданном ею городе-порте Хорлы, Валентин Пикуль писал:

… Внешне город был похож на оранжерею среди прудов и экзотических клумб; вдоль широких улочек белели односемейные дома, утопающие в цветении фруктовых деревьев. К услугам хорловцев Софья Богдановна устроила училище и гостиницы, рестораны и бальный зал, а вечерами над темным парком загорались огни кинотеатра. Телефон связывал город с портом, Софья Богдановна звонила даже в Асканию-Нова, где хозяйствовали её сыновья: — Поздравьте свою мать — у меня в городе теперь две тысячи семейств, никакой полиции, никаких скандалов, а я завожу типографию, чтобы выпускать свою газету….
Через детей Софьи Богдановны Фальц-Фейны породнились с Достоевскими и Набоковыми.
В 1910 году, сын Софьи Богдановны, Александр Эдуардович Фальц-Фейн, обвенчался с Верой Николаевной Епанчиной. У них родились дочь Таисия и сын Эдуард.

## Некоторые представители рода
- Иван Иванович Фальц-Фейн (Иоганн-Готлиб Пфальд) (1808—1872) — ветеринарный врач. С 1858 года — купец первой гильдии г. Севастополя. В 1872 году семья  была возведена в потомственное почётное гражданство. Жена с 1836 года Мари-Элизабет Фейн (Елизавета Фёдоровна (1819—?). Дети: ФРИДРИХ-ЭДУАРД (1839), ИВАН-ГУСТАВ-ЭДУАРД (ГУСТАВ ИВАНОВИЧ) (1844 Елизабетфельд — 1890, Аскания-Нова), ЕЛИЗАВЕТА (1849, Елизабетфельд — 1909, Москва, по другим сведениям 1910, Санкт-Петербург) . Вышла замуж в 1867 г. в АсканииНова за Александра К. Шлиппе (1842, Москва — 1909, там же). ЭМИЛИЯ-ДОРОТЕЯ (ЭМИЛИЯ ИВАНОВНА) 1852, Херсон — 1918, Москва. Первый муж Хорней (Horney) Кари и второй Стифель (Stiffel), СОФИЯ-РОЗАЛИЯ (РОЗАЛИЯ ИВАНОВНА) 1854, Елизабетфельд — 1927, Рига. Вышла замуж за Густава К. Шлиппе (1851—1929), ФРИДРИХ-АЛЕКСАНДР (АЛЕКСАНДР ИВАНОВИЧ, 1859). ОЛЬГА ИВАНОВНА 1861, Аскания-Нова — 1876, там же. ДОРОТЕЯ ИВАНОВНА 1863, Аскания-Нова — 1927, Нюрнберг, Германия.[3]
  - Фальц-Фейн, Эдуард Иванович (1839—1883) — один из наследников знаменитой фамилии немецких колонистов на Украине. Фальц-Фейны владели тогда крупнейшим в Российская империя овцеводческим хозяйством (разведение овец-мериносов) и одним из лучших конных заводов, вели торговлю шкурами, шерстью и мясом через одесский порт. Жена — Фальц-Фейн, Софья Богдановна (1835—1919) (урожд. Кнауф) — крупная предпринимательница конца XIX — начала XX веков; у них было восемь детей. После смерти Э. И. Фальц-Фейна Софья Богдановна в 1884 году вышла замуж за его брата Г. И. Фальц-Фейна; в этом браке детей уже не было.
    - Фридрих Эдуардович Фальц-Фейн (1863—1920) — основатель заповедника Аскания-Нова.
    - Фальц-Фейн, Александр Эдуардович (1864—1919) — почетный член Херсонского попечительства детских приютов, награждён орденом Св. Анны III-й степени. Владел деревней Гавриловка, позже переименованной в Фальцфейново. 23 августа 1913 года Высочайшим указом он со всем нисходящим потомством был возведён в потомственное дворянство Российской империи. По его прошению 22 октября 1915 года был утверждён герб Фальц-Фейнов, на золотом поле щита которого помещена чёрная конская голова. Первым браком был женат на дочери генерала П. Г. Цугаловского Анне Петровне (1870—1958, Франция), у них 2-е детей: Ольга и Александр; вторым браком он был женат на дочери генерала Н. А. Епанчина Вере Николаевне Епанчиной (1886—1977), у них также 2-е детей: Эдуард и Таисия.
      - Фальц-Фейн, Александр Александрович (1893—1916) — сын А. Э. Фальц-Фейна. С юных лет сын увлекался самолетами. Он их строил и сам на них летал (А. Н. Туполев был его соучеником). Отправившись добровольцем на собственном самолете на войну 1914 г., он был сбит австрийцами, попал в плен. При падении получил тяжелые травмы и был помещен в госпиталь, где заразился туберкулезом. Он умер 23-х лет и был похоронен в Аскании-Нова.
      - Барон Эдуард Александрович фон Фальц-Фейн (1912—2018) — меценат, общественный деятель Лихтенштейна, сын А. Э. Фальц-Фейна.

    - Фальц-Фейн, Иоганн Эдуардович (1866—1915) — Иоганн Густав был душевнобольной и не оставил потомков.
    - Фальц-Фейн Лидия Эдуардовна (1869—1937, Вильно) — первый муж — Набоков Дмитрий Дмитриевич (1867—1949), дядя писателя В. В. Набокова, о чём писатель счёл необходимым упомянуть в «Других берегах». Фальц-Фейны и Набоковы поддерживали связи и в России, до революции, и в эмиграции, где и те и другие очутились после революции. У них дети: София (1899—1982), Дмитрий (1900—1982) и Николай (1903—1978). Второй муж — Действительный Статский Советник, Камергер Двора Его Императорского Величества фон Пейкер Николай Федорович (1864—1918), дочь Лидия.
    - Фальц-Фейн, Карл Эдуардович (1871—1918) — Гласный земского собрания, почетный мировой судья. Жена Невмивакина Евдокия Петровна, казачка. Трое детей. Дочь Александра (1867—?), которая вышла замуж за Анатру, у них дочь София (Монтевидео, Уругвай), сын Павел (1899—1970), у него сын Александр (1922—1998) и сын Николай (1900—?)[4].
    - Фальц-Фейн, Николай Эдуардович (1873—1939) — помещик. Первая жена — Гизелла Фрин, вторая жена — Мария Балькори. Трое детей.
    - Фальц-Фейн Владимир Эдуардович (1877—1946) — сын Э. И. Фальц-Фейна. Окончил Новороссийский университет, был гласным уездного и губернского земского собраний. Агроном. Он избирался почётным мировым судьёй, был депутатом III Государственной Думы от Таврической губернии, представляя партию Союз 17 октября. При дележе наследства отца именно он уступил брату доставшуюся ему Асканию-Нова.
      - Усыновил незаконного сына Фридриха Эдуардовича — Теодора-Эдуарда (1912—1974), у которого был сын Фридрих.
        - Фальц-Фейн Фридрих (род. 1958) — сын Теодора-Эдуарда Фальц-Фейна. Координатор сельского хозяйства княжества Лихтенштейн. Сын — Николай (род. 1989).

  - Фальц-Фейн, Густав Иванович (1844—1890)
  - Фальц-Фейн, Александр Иванович (1859—1908) — младший брат Эдуарда и Густава Ивановича, потомственный почётный гражданин, владелец дачи Александровка, Днепровский уезд, Таврическая губерния.
    - Фальц-Фейн, Анатолий Александрович (1883—?) — сын Александра Ивановича Фальц-Фейна. Женат в 1913 году на Марие Регир, дочери Петра Регира. Проживал и умер в Швейцарии. Детей в браке не было.

## Баронский титул
По утверждениям Э. А. Фальц-Фейна, документально не подтвержденным, правитель княжества Лихтенштейн Франц Иосиф II, хорошо знавший семью Фальц-Фейнов, согласился принять к себе Э. А. Фальц-Фейна. Правда, не безвозмездно. Решая вопрос о его гражданстве, совет общины потребовал оплатить вступительный «взнос» — поилку для коров. Лихтенштейн тогда был небогатой европейской провинцией. Истратив последние деньги, Эдуард соорудил поилку. Князь торжественно принял её в эксплуатацию и даровал Фальц-Фейну титул барона, так как в его княжестве дворяне обязательно должны были иметь титул.